# Calendula suffruticosa maritima
Il fiorrancio marittimo ( Calendula suffruticosa maritima  (Guss.) Meikle, 1976) è una sottospecie di pianta angiosperma dicotiledone della famiglia delle Asteraceae (sottofamiglia Asteroideae).

## Descrizione

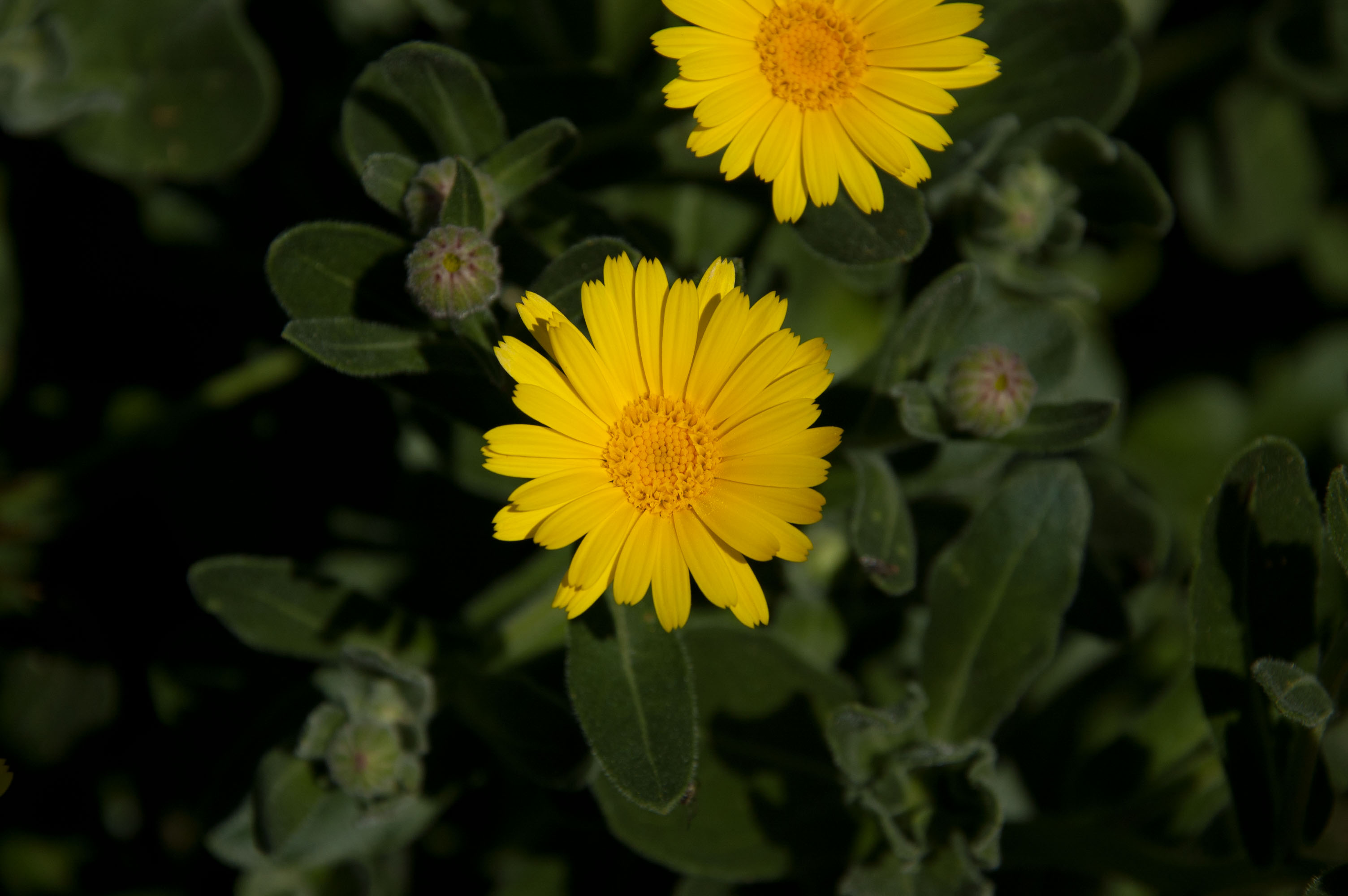

È una pianta perenne camefita suffruticosa alta 20–40 cm.
Il fusto, legnoso alla base, si suddivide dicotomicamente in numerosi rami, con portamento strisciante.
Le foglie, ricoperte da una fitta peluria, sono ovaliformi alla base del fusto e oblanceolato-spatolate verso l'apice.
Presenta una infiorescenza a capolino di 3–5 cm diametro con fiori giallo-citrini.

## Distribuzione e habitat
La C. suffruticosa subsp. maritima (un endemica della Sicilia) è diffusa in un areale ristretto al tratto costiero compreso tra Marsala e il Monte Cofano, nel territorio all'interno della Riserva naturale regionale delle Isole dello Stagnone di Marsala, in quella delle saline di Trapani e Paceco e sulle isole di Formica e Favignana).
Colonizza le aree litoranee ricche di azoto, quali gli accumuli di Posidonia oceanica depositati sulle spiagge.

## Conservazione
La C. suffruticosa subsp. maritima è considerata dalla IUCN una specie in pericolo critico di estinzione ed è stata inserita nella lista delle 50 specie botaniche più minacciate dell'area mediterranea.
È in corso un progetto, finanziato dalla fondazione Klorane di Tolosa, in collaborazione con l'Istituto di genetica vegetale del Cnr di Palermo, che prevede la riproduzione in vitro della specie e la successiva messa a dimora nella riserva naturale orientata Saline di Trapani e Paceco e nelle Isole dello Stagnone di Marsala.